# Живојин Јуришић
Живојин Јуришић (Црна Бара, 23. јун (11. по старом календару) 1863 — Београд, 9. децембар 1921) био је ботаничар, професор гимназије и Велике школе и кустос ботаничар у Музеју Српске Земље (данас Природњачки музеј у Београду).

## Биографија
Рођен је 1963. године као син земљорадника Јована и Марте Јуришић. Мајку је веома рано изгубио а отац му је својевремено био и "ћата" при судници у Црној Бариа повремено и посланик у Народној скупштини.Основну школу је похађао у Глоговцу и Богатићу од 1872 до 1875. Уписао је гимназију у Шапцу, а матурирао у Првој београдској гимназији Београду 1883. године. Велику школу у Београду завршио је 1887. године. Од студентских дана посветио се ботаници. Био је један од ревноснијих ученика Јосифа Панчића и његов помоћник у Ботаничком кабинету Велике школе. По дипломирању радио је као професор Друге београдске гимназије у Београду, а 1888. постављен је за кустоса у Ботаничком кабинету. После смрти ботаничара и професора Стевана Јакшића (1899) био је управник Ботаничке баште „Јевремовац” и истовремено предавао ботанику на Великој школи. Потом се вратио на дужност професора у гимназији.  Од 1907, а вероватно и раније, добровољно је радио као први кустос ботаничар Музеја српске земље. Јануара 1911 је од Mинистарства просвете добио и званично одобрење да пола радног времена може радити у Музеју. Оснивач је ботаничке збирке у Музеју српске земље а  такође је био и његов дугогодишњи благајник.. Као кустос Музеја радио је све до смрти 1921.
Ступио је у брак 26 (14) октобра 1890 са Љубицом Константиновић, рођеном 15 (3) маја 1870, ћерком Јелене и Димитрија  Константиновића бачвара (качара). Из овог брака рођени су: Бранислав 9 фебруар (28 јануар) 1893 који је преминуо исте године; Димитрије 29 (17) децембар 1893; Ружица 14 (2) јул 1895 и Јован 31 (19) август 1899.
Војну обавезу испиунио је у Артиљерији на Топчидеру 1884. и 1885. Крајем 1885. је био унапређен за каплара а фебруара 1886 за поднаредника учествујући у међувремену у српско-бугарском рату као топовођа. У Балканском рату 1912-1913. био је старешина магацина за сточну храну у Лазаревцу. У Првом светском рату био је  контролор/инспектор при Војном министарству у Нишу.
Одликован је Орденом Светог Саве 5. степена 5 октобра (23 септембра) 1901. Орденом Светог Саве 4. степена (није познато када) и Медаљом за Грађанске заслуге 1913.

## Област изучавања
Проучавао је флору Србије, Босне и Херцеговине, Бугарске, Македоније и о томе објавио неколико радова. Сакупио је велики број народних имена биљака које је користио у два уџбеника из ботанике, написана за гимназије (1898, 1902). Радио је на популаризацији биљних култура. Учествовао је у изради плана и програма за наставу јестаственице а као најбољем познаваоцу имена биљака и животиња поверено му је да критички среди и допуни Вуков рјечник у издању Српске краљевске академије. Био је члан управе Српске књижевне задруге од 1906. године. Био је оснивач Српског ботаничког друштва и један од оснивача јестественичког Музеја Српске земље (данас Природњачки музеј у Београду).

## Чланство
Био је редовни члан Српског геолошког друштва, Српског хемијског друштва, Српског пољопривредног друштва, Српског ботаничког друштва, Хрватског наравословног друштва. Члан Одбора за подизање Јестаственичког музеја Српске земље. Члан утемељивач Професорског друштва; Члан Фонда за потпомагање сиромашних великошколаца; Члан Ђачке задруге у Вуковој (Другој београдској) гимназији; Члан управног одбора "Ђачко склониште". Члан оснивач и касније члан управног одбора Српске Књижевне Задруге;Члан Грађанске Касине.
Члан сталне испитне комисије за полагање професорског испита; Надзорник питомаца Министарства спољних послова; Надѕорник основних школа (1896-1898) у Млави, Мачви, Хомољу и Београду; Изасланик Министарства просвете и председник комисије ѕа Виши течајни испит.